# Преславска книжовна школа
 Тази статия е за средновековната книжовна школа.  За съвременния научен център вижте Научен център „Преславска книжовна школа“.  
Преславската книжовна школа е първата книжовна школа в България, основана от княз Борис I през 885 или 886 в столицата Плиска. В нея е създадена кирилицата. Средище на старобългарската литература. Смята се, че нейно основно седалище е била Голямата базилика в Плиска. След 893 година Симеон I премества седалището на школата в новата българска столица Преслав.
Преславската книжовна школа е най-важният литературен и културен център в България и в целия славянски свят до опожаряването на Преслав от византийския император Йоан I Цимисхи през 971 г. Сред изявените български писатели и учени, работили в школата, са Наум Преславски (до 893), Константин Преславски, Йоан Екзарх, Черноризец Храбър. Кирилицата е създадена в Преславската книжовна школа през 890-те години.
Школата е и център на преводаческа дейност, най-вече на византийски автори, както и на създаването на поезия, живопис и рисувана керамика. Най-старите текстове на кирилица са открити в района на Преслав.

## Произведения
Няма запазени оригинални ръкописи от Преславската школа, но за нивото им свидетелстват по-късни преписи, правени главно в Киевска Русия, като Остромировото евангелие, Мстиславовото евангелие и Учителното евангелие.
Други произведения са:
- Азбучна молитва
- Шестоднев